# Максимилиан Саксонский
Максимилиан Саксонский (полное имя нем. Maximilian Maria Joseph Anton Johann Baptist Johann Evangelista Ignaz Augustin Xavier Aloys Johann Nepomuk Januar Hermenegild Agnellis Paschalis, 13 апреля 1759, Дрезден — 3 января 1838, там же) — немецкий принц из династии Веттинов. Младший сын курфюрста Саксонии Фридриха Кристиана и Марии Антонии Баварской.

## Биография
Будучи младшим сыном Максимилиан имел мало шансов править курфюршеством. Тем не менее уже в 1800 году он был третьим в линии наследования, так как сыновья его двух старших братьев умерли в младенчестве. После провозглашения Саксонии королевством в 1806 году, Максимилиан стал принцем. Во время правления его второго брата Антона он был его прямым преемником. Однако в 1830 году, во время волнений в королевстве, он передал титул кронпринца своему старшему сыну Фридриху Августу. Максимилиан умер в возрасте семидесяти девяти лет.

## Семья
9 мая 1792 года в Дрездене Максимилиан женился на Каролине Бурбон-Пармской (1770—1804), дочери герцога Пармского Фердинанда I. Дети:
- Амелия (1794—1870),
- Мария Фердинанда (1796—1865), вторая супруга Фердинанда III, великого герцога Тосканского;
- Фридрих Август II (1797—1854), король Саксонии в 1836—1854;
- Клемент (1798—1822),
- Мария (1799—1832), супруга Леопольда II, великого герцога Тосканского;
- Иоганн (1801—1873), король Саксонии в 1854—1873;
- Мария Жозефа (1803—1829), супруга короля Испании Фердинанда VII.

В 1825 году Максимилиан женился на Марии Луизе Бурбон-Пармской (1802—1857), дочери короля Этрурии Людвига I. Невеста была младше его на сорок три года, детей у них не было.